# Elferkofel
Elferkofel, zkráceně Elfer (italsky Cima Undici), je se svým jižním vrcholem o nadmořské výšce 3092 m n. m. nejvyšším vrcholem skupiny Elfer v Sextenských Dolomitech. Hora se nachází na hranici mezi Jižním Tyrolskem a provincií Belluno; část v Jižním Tyrolsku patří do přírodního parku Drei Zinnen. Severní vrchol se svou výškou 3081 m n. m. také překračuje třítisícovou hranici.
Na jihu se nachází skalní věž Elfer (2820 m n. m.). Elferkofel je součástí Sextenských slunečních hodin, které obyvatelům městečka Sexten umožňují spolehlivě určit denní čas podle polohy slunce. K horské skupině Elfer patří také Sextner Rotwand na severu, Zsigmondykopf, Hochbrunner Schneid a Monte Giralba di Sopra a Monte Giralba di Sotto. Masiv Elfer je jedinou horskou skupinou v Sextenských Dolomitech, kde se zachovalo několik zbytkových ledovců.

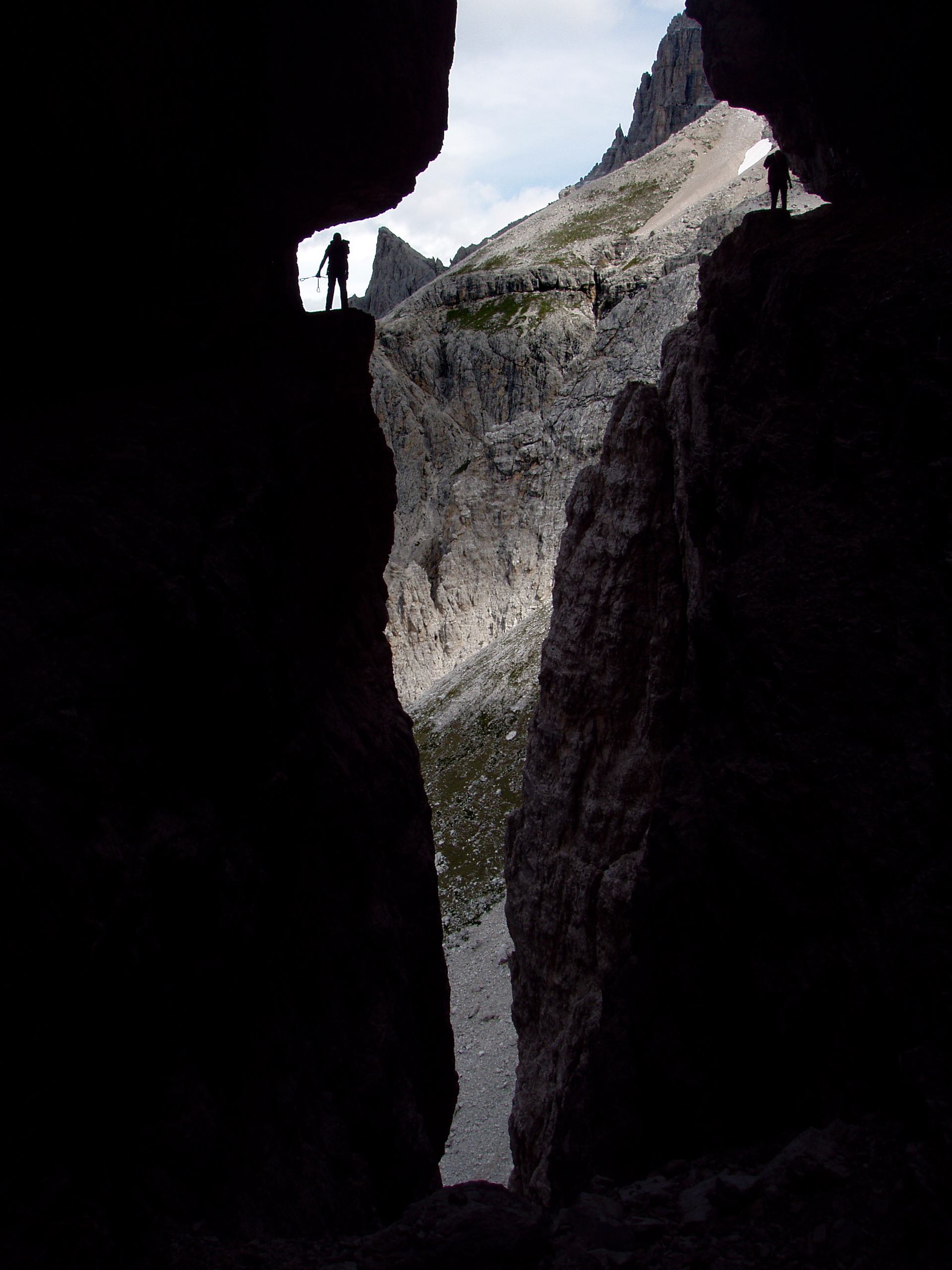
Cengia della Salvezza - nejznámější místo na Strada degli Alpini

První výstup na jižní vrchol Elferkofelu uskutečnil v roce 1878 dolomitský průvodce Michel Innerkofler ze Sextenu, jeho bratr Hans Innerkofler a baron Roland von Eötvös zůstali pod vrcholem.
Na mnoha místech se nalézají pozůstatky vojenských postavení z první světové války. Na mnoha místech, např. v okolí Elferscharte, lze ještě dnes nalézt kryty, kulometná hnízda, zbytky starých dřevěných žebříků, zátarasy a pozůstatky ostnatých drátů. Italské pozice byly zásobovány po cestě vyražené do skalních pásem. Dnes tudy vede alpská stezka (Strada degli Alpini), která je velmi oblíbená mezi horolezci. Horolezci, kteří mají jistý krok, nemají závratě a jsou vhodně vybaveni, mohou sledovat stopy války po této cestě bez velkých výškových rozdílů podél západní strany masivu od Giralbajochu k Elferscharte a odtud na východ k Sentinellascharte.